# Smart (Wiener Neustadt)
Smart is een Oostenrijks historisch merk van motorfietsen.
De bedrijfsnaam was Motorrad- und Seitenwagenbau Eudard Platzer jun, Wiener Neustadt (1925-1932).
Oostenrijks merk dat motorfietsen met 346-, 498- en 596cc-zij- en kopklepblokken van JAP leverde.